# Шазада Асиф
Шазада Мохаммед Асиф (12 березня 1919, Афганістан) - афганський хокеїст, що представляв Афганістан на літніх Олімпійських іграх 1936.
Півзахисник. Брав участь у змаганнях з хокею на траві.
Наймолодший член делегації Афганістану на літніх Олімпійських іграх 1936 року, Мохаммед Асиф був членом королівської династії Афганістану - Дуррані і носив титул Шазада, або "принц", протягом всього свого життя. Його батько, Мохаммед Юсуф, займав пост міністра сільського господарства і спорту країни, а також перебував в ролі капітана команди, запровадивши спортивні змагання в країні, лише п'ять років тому. Пра-пра-пра-прадід Асифа був Ахмад Шах Дуррані, який заснував королівський рід Дуррані і, можливо, сучасну державу Афганістан. На Олімпійських іграх, Асиф зіграв, як мінімум половину з чотирьох загальних матчів команди і допоміг їй у досягненні підсумкового спільного п'ятого місця з одинадцяти команд. Він був одружений з іншою представницею королівської сім'ї - Білкіс Бергум, чий дід Камран Шах був губернатором провінції Герат. Після Олімпійських ігор Асиф служив суддею в Пенджабі.
Шурин іншого афганського олімпійця - Шазади Султана.